# Orbită (matematică)
În matematică, prin orbita unui grup de permutări se înțelege o submulțime a mulțimii care este permutată (mulțimea bază sau suport unde acționează permutările), cu proprietatea că oricare dintre elementele orbitei poate fi transformat în oricare alt element prin aplicarea unei permutări din grup.
Noțiunea de orbită este o extindere a sferei noțiunii numite ciclu al unei permutări. Orice ciclu al unei permutări este o orbită a grupului generat de acea permutare.